# Witold Chomiński
Witold Chomiński (ur. 23 czerwca 1960 w Oławie) – polski montażysta filmowy.
Absolwent Wyższego Zawodowego Studium Realizacji Telewizyjnej PWSFTviT w Łodzi. Laureat Nagrody za montaż spektaklu Podróż do wnętrza pokoju na Krajowym Festiwalu Teatru Polskiego Radia i Teatru TV "Dwa Teatry" w 2005. Nominowany do Polskiej Nagrody Filmowej, Orzeł w 2011 za montaż filmu Wenecja. Członek Polskiej Akademii Filmowej.

## Wybrana filmografia
jako autor montażu:
- Pornografia (2003)
- Jasminum (2006)
- Fundacja (2006)
- Afonia i pszczoły (2009)
- Wenecja (2010)
- Daas (2011)